# Тамминиеми

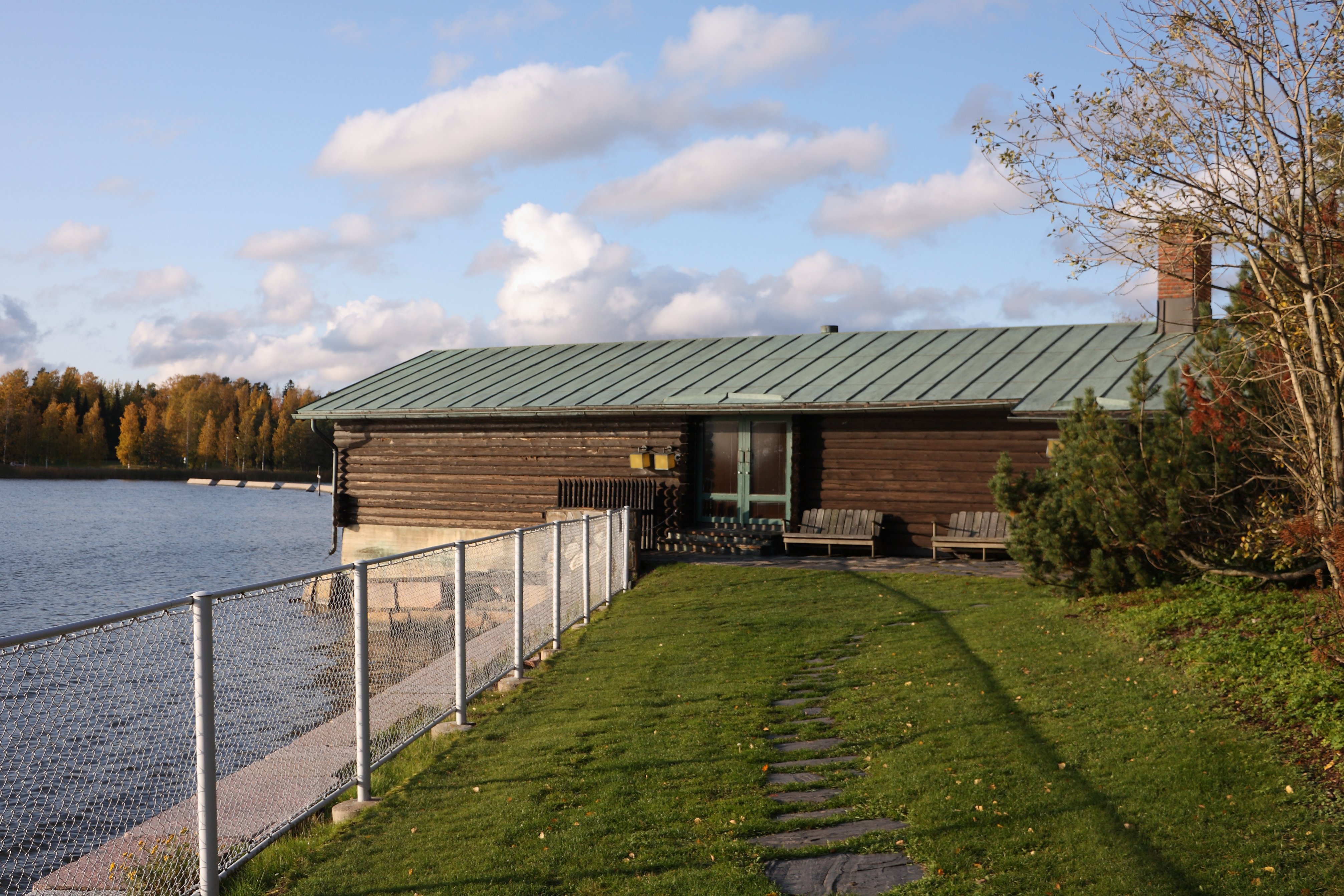
Сауна в Тамминиеми

Та́ммини́еми (фин. Tamminiemi, швед. (Villa) Ekudden, название на обоих языках — Дубовый мыс) — изначально резиденция президента Финляндии, а ныне музей Урхо Кекконена, расположенный в Хельсинки в районе Мейлахти.
Тамминиеми являлось официальная резиденция президента Финляндии с 1940 года по 1981. После ухода Урхо Кекконена с должности президента по состоянию здоровья в 1981 году, когда ему уже исполнился 81 год, ему было предоставлено право остаться жить в Тамминиеми. Тамминиеми стало его личным «служебным» домом. После смерти Кекконена в 1986 году в Тамминиеми организовали дом-музей, который демонстрирует историю жизни Кекконена в свете всей новейшей истории Финляндии. Наследники Кекконена передали в дар музею его личные вещи.

## Адрес
00250 Helsinki, Seurasaarentie, 15